# Cronologia astronomica
La cronologia astronomica, o datazione astronomica, è un metodo che data gli eventi o manufatti associati ai fenomeni astronomici. I documenti scritti degli eventi storici che comprendono descrizioni di fenomeni astronomici hanno contribuito molto a rendere chiaro la cronologia del Vicino Oriente antico; i lavori artistici che dipingono la configurazione delle stelle e pianeti ed edifici orientati al sorgere o al tramontare dei corpi celesti in un particolare tempo sono stati tutti datati attraverso calcoli astronomici.
(John Steele, "L'uso e l'abuso dell'astronomia nello stabilire cronologie assolute.")

## Datazione degli eventi storici
L'uso di descrizioni dei fenomeni astronomici per datare gli eventi storici inizia nel XVI secolo, periodo di un rinnovato interesse umanistico per la storia e di tavole astronomiche sempre più precise. Nel caso di eventi astronomici unici come le eclissi, in quanto eventi relativamente poco frequenti, essi possono essere datati in modo esatto. Quando le circostanze non sono esatte e ci sono diverse possibili eclissi, si possono spesso usare altri dettagli come il mese dell'eclissi o la posizione di altre stelle e pianeti per identificare l'eclissi specifica.
La datazione astronomica, come altre forme di interpretazione storica, richiede attenzione nell'interpretare i documenti scritti pervenuti. John Steele ha proposto tre domande che devono essere chieste quando si sta datando un evento:
- I documenti si riferiscono a un evento astronomico effettivo o si tratta puramente di una moderna presunzione?
- Se si riferiscono a un evento astronomico effettivo, la fonte è attendibile?
- Può un documento fornire una data inequivocabile senza fare supposizioni ingiustificate riguardo ai metodi di osservazione astronomici antichi?[3]

I diari astronomici babilonesi forniscono resoconti dettagliati e non ambigui sulle posizioni dei pianeti visibili, spesso in relazione alle stelle specifiche, che sono stati usati per fornire precise date di eventi come la sconfitta di Dario III per mano di Alessandro Magno nella Battaglia di Gaugamela il 1º ottobre 331 a.C. e della susseguente morte di Alessandro l'11 giugno 323 a.C.
Poiché il successo di questo metodo dipende dall'affidabilità delle fonti scritte e dalla precisione dei loro resoconti sui fenomeni astronomici, i tentativi di datare astronomicamente testi letterari, i quali possono descrivere eventi astronomici in modo vago o anche per mezzo di metafore, hanno condotto i ricercatori a conclusioni che sembrano esatte, ma che fanno assegnamento su supposizioni non valide e che sono conseguentemente meno largamente accettate. In questo modo i tentativi di datare testi vedici descriventi le Pleiadi come nascenti "verso Est" circa 2300 anni a.C., cioè quando le Pleiadi erano "esattamente posizionate a Est" è complicato dal fatto che quella descrizione poetica non necessita di riflettere delle osservazioni astronomiche precise, mentre la precessione è un processo molto lento, che produce soltanto piccoli cambiamenti nell'azimut di una stella nascente ad Est.

## Datazione di manufatti
Fra i manufatti che possono più facilmente essere datati con tecniche astronomiche, ci sono le raffigurazioni delle posizioni dei corpi celesti in un particolare momento. Poiché i moti dei corpi celesti sono caratterizzati da periodi differenti tra loro, ci vogliono molti secoli perché tutti i pianeti, più il Sole e la Luna, raggiungano la stessa posizione nei segni dello Zodiaco. Una configurazione accurata con le posizioni di questi sette corpi comprese entro ±15° (cioè all'interno di un singolo segno dello Zodiaco) è una combinazione che capita soltanto una volta ogni circa 3700 anni. Un caso particolare coinvolge un manoscritto miniato medievale il quale descrive la posizione di questi sette corpi celesti il 18 marzo 816, corrispondente al momento in cui il manoscritto fu stilato. Questo calcolo dimostrò che questa descrizione non era una copia di una precedente raffigurazione classica riguardo alla posizione delle stelle. Il movimento rapido della Luna è il più sensibile indicatore per la precisione del tempo; se si può stimare la posizione indicata della Luna nell'ambito di un grado, il tempo del diagramma può essere calcolato con l'accuratezza di un'ora.
Un esempio sorprendente di questo metodo fu un ritratto astrologico di Sir Christopher Hatton (1540-1591), che dipinse le posizioni di sette pianeti classici nello zodiaco notando le posizioni calcolate dei pianeti al più vicino minuto di arco. Qui la più ampia fonte di errore nella data fu l'incertezza dei calcoli astronomici del XVI secolo. Il tempo risultante fu all'incirca mezzogiorno del 12 dicembre del 1581.

## Datazione delle strutture dalla loro orientazione
Un approccio archeoastronomico più controverso è stato usato per datare le strutture che si credeva fossero orientate in base a principi astronomici, misurando la loro orientazione e calcolando la data nel passato, quando un singolo specifico corpo celeste, che poteva essere il Sole o un'altra stella prescelta, sorge o tramonta all'azimut misurato. L'astronomo Norman Lockyer, applicò questo metodo a Stonehenge misurando l'orientazione del vialetto di Stonehenge e confrontandola con la posizione del sole sorgente solstiziale, che cambia lentamente a causa del mutamento dell'obliquità dell'eclittica. L'archeologo Francis C. Penrose applicò un metodo simile ai templi greci antichi, tentando di stabilire le loro date, mettendo in relazione la loro orientazione con l'apparizione delle stelle all'orizzonte, la cui posizione cambia lentamente a causa della precessione degli equinozi.
La vasta mutevolezza di questi dati storicamente accettati condussero l'architetto e archeologo, William Bell Dinsmoor, a sospettare dei dati stabiliti dal lento cambiamento dell'obliquità dell'eclittica o dagli allineamenti stellari, che coinvolgono una selezione arbitraria di una stella che sorge sul proprio azimut. Invece egli propose un metodo occupandosi di cosa era sempre conosciuto dai documenti storici concernenti le date di costruzione dei templi greci, le feste associate a specifici templi, e la natura del calendario lunisolare greco. Poiché la data di una festa nel calendario lunisolare greco ricorre solo nella stessa data del calendario solare ogni otto o diciannove anni, Dinsmoor identificò una festa connessa con un tempio specifico e fu capace di determinare l'anno esatto della costruzione storicamente registrata quando il Sole sorgeva secondo l'allineamento con il tempio.

### Fonti
- Otto Neugebaer, A History of Ancient Mathematical Astronomy, (3 vols). New York: Springer, 1975. Vol. 3, pp. 1071-1076 (breve introduzione alla cronologia astronomica).